# Rakov Dol
Rakov Dol (cyr. Раков Дол) – wieś w Serbii, w okręgu pirockim, w gminie Babušnica. W 2011 roku liczyła 8 mieszkańców.